# Hirtomurex winckworthi
Hirtomurex winckworthi is een slakkensoort uit de familie van de Muricidae. De wetenschappelijke naam van de soort is voor het eerst geldig gepubliceerd in 1930 door Fulton.